# Aromanesos a Sèrbia
A Sèrbia, els aromanesos reben el nom de tsintsars (serbi: Цинцари) o, més genèricament, valacs (serbi: Власи, vlasi).
Existeixen unes quinze mil persones que parlen aromanès. Una societat aromanesa està establerta a Belgrad. També hi ha uns centenars d'aromanesos a Montenegro i a Kosovo, però la majoria viu a Belgrad o a la província autònoma de Voivodina, on es confonen amb la minoria romanesa; segons l'organització Moviment Romanès i Valac de Sèrbia, la minoria aromanesa i romanesa a Voivodina és de 40.000 persones més unes altres 200.000 a la regió entre el riu Morava i el Timok; aquests darrers reben el nom de valacs del Timok, mentre que els de la regió del Banat de la Voivodina i la Tribàlia occidental són coneguts a vegades com a xopes. Els aromanesos foren reconeguts com a minoria a Kosovo i han estat també reconeguts com a minoria molt recentment pel govern de Sèrbia (vers 2006) i tenen dret a utilitzar els seus noms aromanesos i algunes altres petites coses de caràcter cultural. La seva associació està subvencionada pel govern i organitza reunions i conferències i publica llibres; a la televisió i la ràdio hi ha alguns programes en aromanès.
El 1863 es va planejar la creació d'un estat aromanès al sud del Danubi, que abraçaria el nord-est de Bulgària i l'est de Sèrbia dins una Federació Balcànica, i sota patrocini de Romania. El teòric estat fou batejat Tribàlia, que era el nom de la regió sota els otomans i que els tsintsars havien acceptat. En aquell moment eren considerats aromanesos i no romanesos, però amb el temps la proximitat geogràfica de Romania i l'existència de comunitats realment romaneses els ha fet perdre en part aquest caràcter i avui dia se'ls confon amb els romanesos. Per molts, el seu dialecte avui és el dacoromanès, per bé que la gent són d'origen aromanès i no romanès.